# Beijing Hainachuan Automotive Parts
Beijing Hainachuan Automotive Parts Company Limited (BHAP) — крупный китайский производитель узлов и комплектующих для автомобильной промышленности (входит в 50 крупнейших производителей автокомплектующих мира). Компания основана в 2008 году, штаб-квартира расположена в Пекине, в группе BHAP занято более 27 тыс. сотрудников.
Основными акционерами BHAP являются государственные компании BAIC Group (60 %) и Beijing Industrial Developing Investment Management (40 %).  

## История
В 2007 году Beijing Automotive Industry Holding и Beijing State-Owned Assets Management основали компанию Beijing Automotive Parts. В том же году Beijing Automotive Parts и Jiangnan Mould & Plastic Technology основали совместное предприятие Beijing Beiqi Mould & Plastic Technology по производству бамперов и других пластмассовых комплектующих, а Beijing Automotive Parts и американская Lear Corporation основали совместное предприятие Beijing BAI Lear Automotive Systems по производству электронных компонентов. В январе 2008 года BAIC Group основала компанию Beijing Hainachuan Automotive Parts, куда передала все свои активы по производству комплектующих.
В 2011 году BHAP приобрела нидерландского производителя автомобильных крыш Inalfa Roof Systems Group.

## Продукция
Beijing Hainachuan Automotive Parts разрабатывает и производит:
- Элементы интерьера и экстерьера (бампера, передние решётки, капоты, задние двери, приборные панели, дверные панели, панели крыши, сиденья, ремни безопасности и напольные покрытия)
- Элементы шасси (рамы, оси, трансмиссии, раздаточные коробки, элементы ходовой части, амортизаторы, колёса, системы рулевого управления и тормозные системы)
- Электротехнические и электронные элементы (фары, элементы освещения салона, электропроводку, датчики контроля, кондиционеры, дисплеи и аудиосистемы, системы электропривода, системы парковки, дверные замки)
- Элементы двигателя (поршни, цилиндры, коробки передач, выхлопные системы)
- Элементы корпуса (стальные каркасы, алюминиевые детали, крыши и другие элементы)
- Другие комплектующие (системы терморегулирования и охлаждения, радиаторы, топливные баки, поддоны аккумулятора, клеящие и уплотнительные материалы)

### Клиенты и партнёры
Основными покупателями продукции BHAP являются китайские компании Beijing Automobile Works, BAIC BJEV, Beiqi Foton Motor, Beijing Benz, Beijing Hyundai, FAW Group, FAW-Volkswagen, SAIC Motor, SAIC-GM, SAIC Volkswagen, Dongfeng Nissan, JAC Motors, Jiangling Motors, Naveco, Changan Automobile, Chery Automobile, Shaanxi Automobile Group, Great Wall Motors и Sinotruk Group.
Beijing Hainachuan Automotive Parts установила тесные партнёрские отношения с компаниями Magna International, Tenneco, Lear Corporation, BorgWarner, Adient, Johnson Controls, Leoni, Hella, Gestamp Automocion, Plastic Omnium, Panasonic, Hyundai Mobis, Hanon Systems, Yanfeng, Farasis Energy, Henglong Group, Hangsheng Electronic, Xiezhong Air-Conditioning Group и Shandong Xinghua Banhuang.

## Структура
В состав группы BHAP входит более 40 дочерних и аффилированных компаний, в том числе Bohai Piston (крупнейший в Китае и четвёртый в мире производитель поршней), Trimet Automotive Holding (немецкий производитель алюминиевых блоков цилиндров) и Inalfa Roof Systems Group (второй по величине в мире производитель автомобильных крыш, базирующийся в Нидерландах). Китайские предприятия компании расположены в городах центрального подчинения Пекин, Тяньцзинь, Шанхай и Чунцин, а также в провинциях Хэбэй (Цанчжоу и Ланфан), Шаньдун (Тайань и Биньчжоу), Цзянсу (Чжэньцзян), Хунань (Чжучжоу), Цзянси и Гуандун. 
Зарубежные активы BHAP включают в себя более 10 заводов и несколько научных центров в Южной Корее, Нидерландах, Германии, Польше, Словакии, США и Мексике.

### Дочерние компании
- Bohai Piston
- Trimet Automotive Holding (TAH)
- Inalfa Roof Systems Group

### Совместные предприятия
- Beijing Beiqi Mould & Plastic Technology (совместно с Jiangnan Mould & Plastic Technology)
- Beijing BAI Lear Automotive Systems (совместно с Lear Corporation)
- BorgWarner TorqTransfer Systems (совместно с BorgWarner)
- Beijing Seoil Haihua Automotive Fittings (совместно с Zhangjiagang Seoil New Model Automotive Fittings)
- Autoliv Beijing Vehicle Safety Systems (совместно с Autoliv)
- Beijing Hainachuan Yanfeng Automotive Module Systems (совместно с Yanfeng и Visteon)
- Beiqi ZF Chassis Systems (совместно с ZF Friedrichshafen)
- Beijing Hainachuan Hella Automotive Lamp (совместно с Hella)
- Hella BHAP Electronics (совместно с Hella)
- BAIC Dymos Automotive System (совместно с Hyundai Dymos)
- Langfang Leoni Wiring Systems (совместно с Leoni)

### Исследования
Научно-исследовательские центры BHAP расположены в Пекине, Шанхае, Биньчжоу, Южной Корее, Венрае (Нидерланды) и Оберн-Хилсе (США); в них работает более 2 тыс. специалистов.